# Mayo Clinic
Mayo Clinic (deutsch Mayo-Klinik) ist eine US-amerikanische Non-Profit-Organisation mit Sitz in Rochester, Minnesota, und Betreiber der Mayo-Kliniken. Darüber hinaus ist Mayo Clinic auch in der Forschung und Ausbildung tätig. In den Jahren 2020–2023 wurden die Mayo-Kliniken vom US News & World Report Magazine als bestes Krankenhaus in den USA eingestuft. Die Mayo-Kliniken wurden 2021 und 2023 auch vom Newsweek-Magazin als bestes Krankenhaus der Welt eingestuft. Die Mayo-Kliniken beschäftigen über 60.000 Mitarbeiter.
Weitere Niederlassungen gibt es in Jacksonville, Florida, und Scottsdale, Arizona. Zusätzlich gehören zum Mayo Health System weitere kleinere Praxen und Krankenhäuser in Minnesota, Iowa, und Wisconsin.

## Geschichte
Die Ursprünge der Mayo-Klinik liegen in der Arztpraxis des britischen Immigranten William Worrall Mayo. Er war in den 1860er Jahren nach Rochester gekommen und führte dort, zusammen mit seinen Söhnen William James und Charles Horace, eine Gemeinschaftspraxis und war im Amerikanischen Bürgerkrieg als Militärarzt und Bürgermeister tätig.
Nachdem Rochester 1883 von einem Tornado heimgesucht worden war, konnte W. W. Mayo die Oberin vom Kloster St. Francis bewegen, in ihren Räumlichkeiten ein Notspital für die Opfer des Tornados errichten zu lassen. Daraus entstand in der Folge das Saint Marys Hospital, welches William Worrall Mayo bauen ließ und 1889 mit einer Kapazität von 27 Betten eröffnete. Durch neuartige Behandlungsmethoden der Mayo-Brüder erlangte die Klinik schnell Berühmtheit. Dabei konnten die Brüder ihr Wissen durch Behandlungen und Operationen in Fachgebieten, die bisher kaum erforscht waren, immer weiter ausbauen.

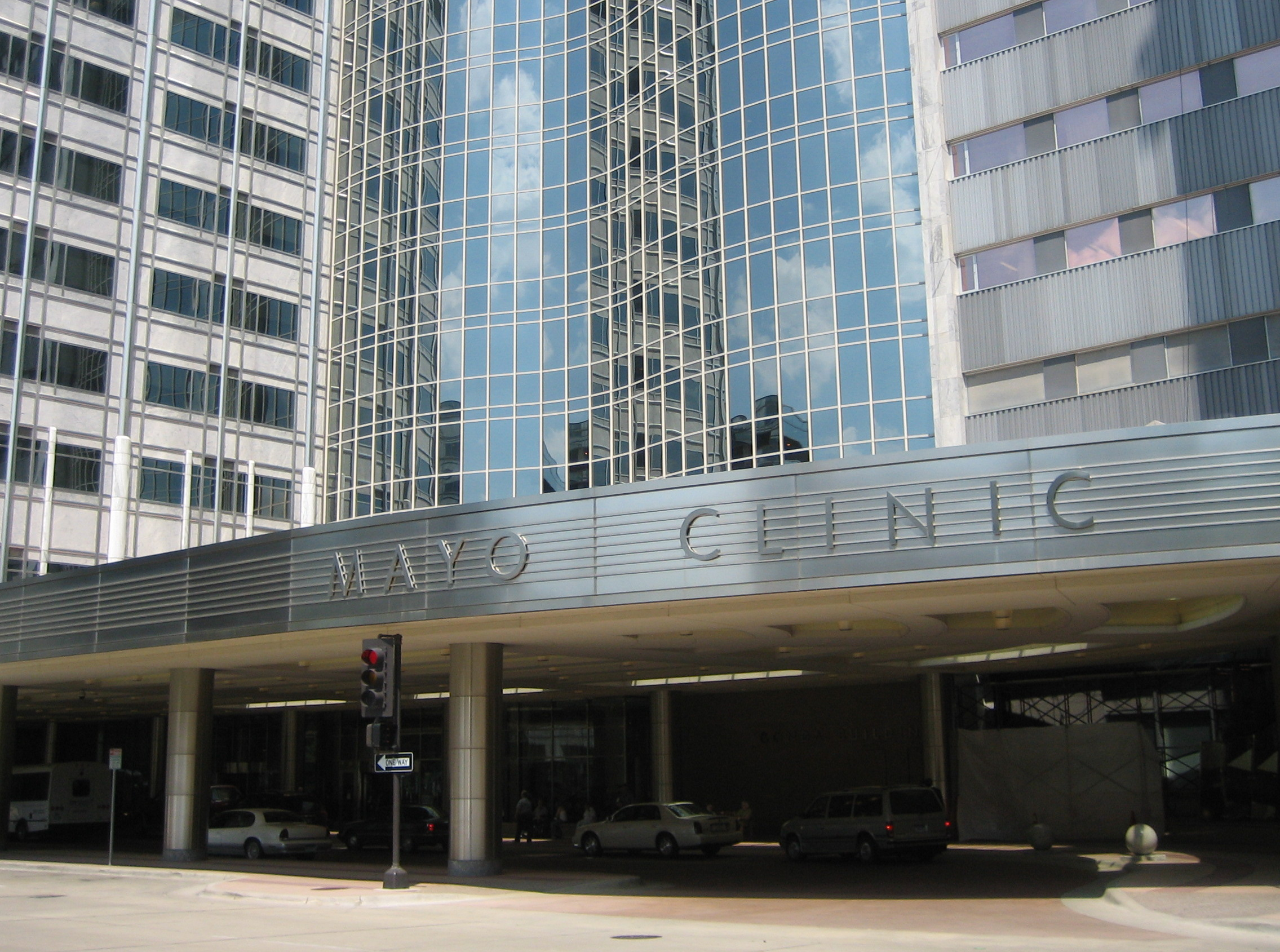
Eingang des Gonda-Gebäudes in Rochester.

Um die große Anzahl an Patienten behandeln zu können, war der Ausbau erforderlich. Mit der Anwerbung neuer und junger Fachärzte wurde ein Konzept umgesetzt, bei dem die Patienten durch die Kooperation der Ärzte einzelner Fachgebiete unter einem Dach umfassende und sehr effektive medizinische Behandlung erhielten. 1901 kam Henry Stanley Plummer als Arzt an die Mayo Clinic, deren Entwicklung er – sowohl in medizinischer als auch administrativer Hinsicht – vorantrieb. So entstand nach den Vorstellungen Plummers, wie ein ideales Behandlungsgebäude auszusehen hätte, das „1914 Building“. Im Jahre 1928 wurde das ebenfalls nach Plänen von Plummer erbaute Plummer Building eröffnet.
1915 entwickelten die Mayo-Brüder die „Mayo Foundation for Medical Education and Research“, ein Studien- und Forschungsprogramm in Zusammenarbeit mit der University of Minnesota, um das medizinische Wissen zu lehren und weiterzuentwickeln. Dies geschah aus der Überzeugung, dass sie ihr Einkommen, welches sie durch den Betrieb ihrer Praxis erzielt hatten, wieder dem Patienten zugutekommen lassen wollten. Sie finanzierten dieses Programm mit 1,5 Millionen US-Dollar aus ihrem Privatvermögen. 1964 wurde diese in Mayo Graduate School of Medicine umbenannt.
Am 8. Oktober 1919 unterzeichneten William James Mayo und Charles Horace Mayo einen Vertrag, der das Vermögen der Mayo Clinic einer neugegründeten, gemeinnützigen Mayo Properties Association überschreibt. Im Jahre 1964 wurde sie in Mayo Foundation umbenannt.

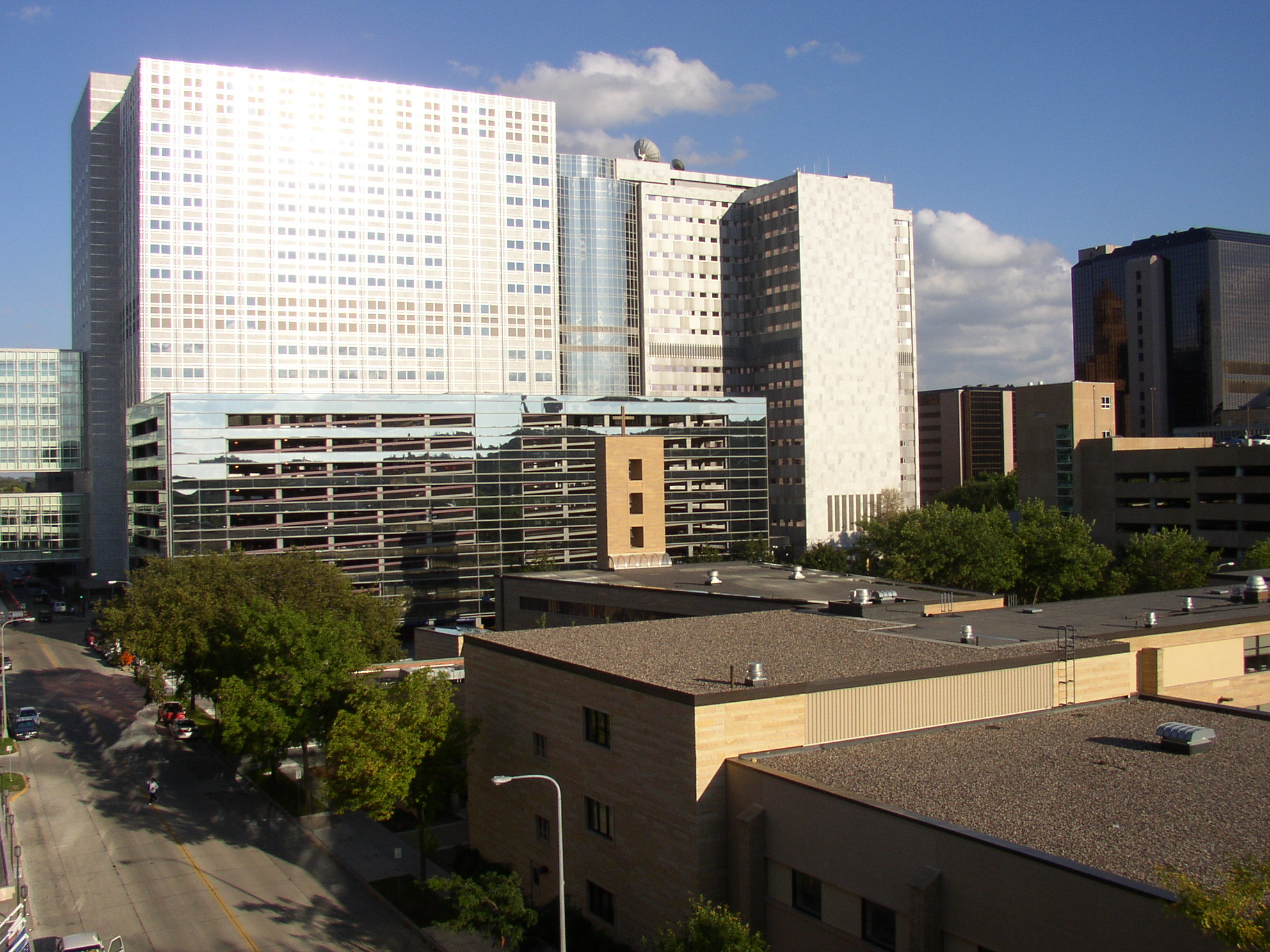
Das Mayo und Gonda-Gebäude der Mayo Clinic in Rochester

An der Mayo-Klinik in Rochester wurde 1923 die erste selbständige Anästhesie-Abteilung eingerichtet. Während des Zweiten Weltkrieges unterstützte Mayo Clinic die US-amerikanischen Streitkräfte auf eine besondere Art und Weise: Neben Forschungsprojekten in der Luftfahrtmedizin – so wurde beispielsweise ein Anti-G-Anzug entwickelt – wurden sämtliche Leistungen für einen Dollar pro Jahr an die US-Regierung verkauft. 1950 erhielten die Biomediziner Edward Calvin Kendall und Philip S. Hench für ihre Entdeckungen bei den Hormonen der Nebennierenrinde den Nobelpreis für Medizin.
Am 28. Mai 1986 wurden die Partnerschaft der Mayo Clinic, des Saint Marys Hospitals und des Rochester Methodist Hospitals innerhalb der Mayo Foundation unterzeichnet. Mit insgesamt 14.000 Angestellten, 1.800 Betten und 81 Operationssälen entstand damit das weltweit größte medizinische Klinikzentrum. Im Oktober 1986 und Juni 1987 eröffnete Mayo Clinic weitere Niederlassungen in Jacksonville und Scottsdale. Zu Beginn der 1990er Jahre wurde mit dem Aufbau eines Mayo Health System begonnen, in dem kleinere Arztpraxen und Krankenhäuser im südlichen Minnesota, nördlichen Iowa und westlichen Wisconsin zusammengeschlossen sind. Im Jahre 2004 wurde das Mayo Eugenio Litta Children’s Hospital fertiggestellt.
Innerhalb des Jahres 2008 wurden 528.000 Patienten behandelt. Anfang 2022 beschäftigt Mayo Clinic rund 70.000 Mitarbeiter.

## Leitbild und Auszeichnungen
Das Unternehmensleitbild beruht auf den Grundsätzen einer Rede von William James Mayo, die er 1910 vor Studienabsolventen in Chicago hielt. In dieser hob er hervor, dass allein das Wohl der Patienten oberstes Ziel sein dürfe. Mit dem von der Mayo Foundation erstellten Leitbild und dem Mayo Clinic Model of Care soll im Sinne Mayos die Qualität der Versorgung langfristig sichergestellt werden. Es besagt, dass „jedem Patienten zu jeder Zeit eine bestmögliche Behandlung zu bieten“ sei. Dies solle „durch die praktizierende Medizin, Ausbildung und Forschung erreicht werden.“ Der Ansatz der integrierten Versorgung, eine stationäre Einrichtung und eine Praxisklinik zu kombinieren und dabei durch interdisziplinäre Zusammenarbeit ein ganzheitliches konsiliarisches und klinisches Versorgungsangebot zu schaffen, wurde zum Vorbild zahlreicher Kliniken. Seit es das Ranking „Best Hospitals“ der U.S. News gibt, belegt Mayo Clinic in Rochester dort Spitzenpositionen. 2006 wurde sie dort als zweitbeste Klinik der Vereinigten Staaten ausgezeichnet. 2019/2020 & 2021/2022 führte die Klinik das Ranking als bestes Krankenhaus in den USA an. Sie erreichte nicht nur eine erstklassige Gesamtbewertung, sondern ist zudem Spitzenreiter in mehr medizinischen Fachgebieten als jede andere US-amerikanische Klinik.
Durch den nichtkommerziellen Hintergrund werden die erwirtschafteten Gewinne reinvestiert und kommen somit direkt oder indirekt den Patienten zugute. Auch das Bezahlungsmodell der Ärzte, die nicht wie üblich je nach Anzahl an behandelten Patienten, sondern pauschal bezahlt werden, soll dem Patienten individuelle Behandlung je nach seinen Bedürfnissen bieten. Eine weitere Besonderheit ist, dass Mayo Clinic in Rochester Patienten kostenlos Dolmetscher für 30 Sprachen anbietet.

## Organisationsstruktur

### Krankenhäuser und Arztpraxen
- Rochester
  - Mayo Clinic-Arztzentrum
  - Saint Marys Hospital (1.157 Betten)
  - Rochester Methodist Hospital (794 Betten)
  - Mayo Eugenio Litta Children's Hospital (85 Betten)
  - Charter House-Seniorenheim (243 Zimmer)
- Jacksonville
  - Mayo Clinic-Arztzentrum
  - Mayo Clinic Hospital (214 Betten)
- Scottsdale
  - Mayo Clinic-Arztzentrum
  - Mayo Clinic Hospital (244 Betten)
- Mayo Health System
  - Krankenhäuser in Minnesota, Nord-Iowa und West-Wisconsin

### Ausbildungs- und Forschungssystem
(Campus Rochester, Campus Jacksonville, Campus Scottsdale)
- Mayo Graduate School of Medicine
- Mayo Graduate School
- Mayo Medical School
- Mayo School of Health Sciences
- Mayo School of Continuing Medical Education

## Bekannte Patienten
Es hat sich bereits eine große Anzahl an nationalen und internationalen Persönlichkeiten in der Mayo Clinic behandeln lassen. Darunter sind zum Beispiel John F. Kennedy, Gerald Ford, Ronald Reagan, George H. W. Bush, Billy Graham, George Harrison, Art Garfunkel, Bono, Ernest Hemingway, Robert Jordan, Lou Gehrig, Larry Brown, Oliver Kahn und Marc Márquez.

## Bildergalerie

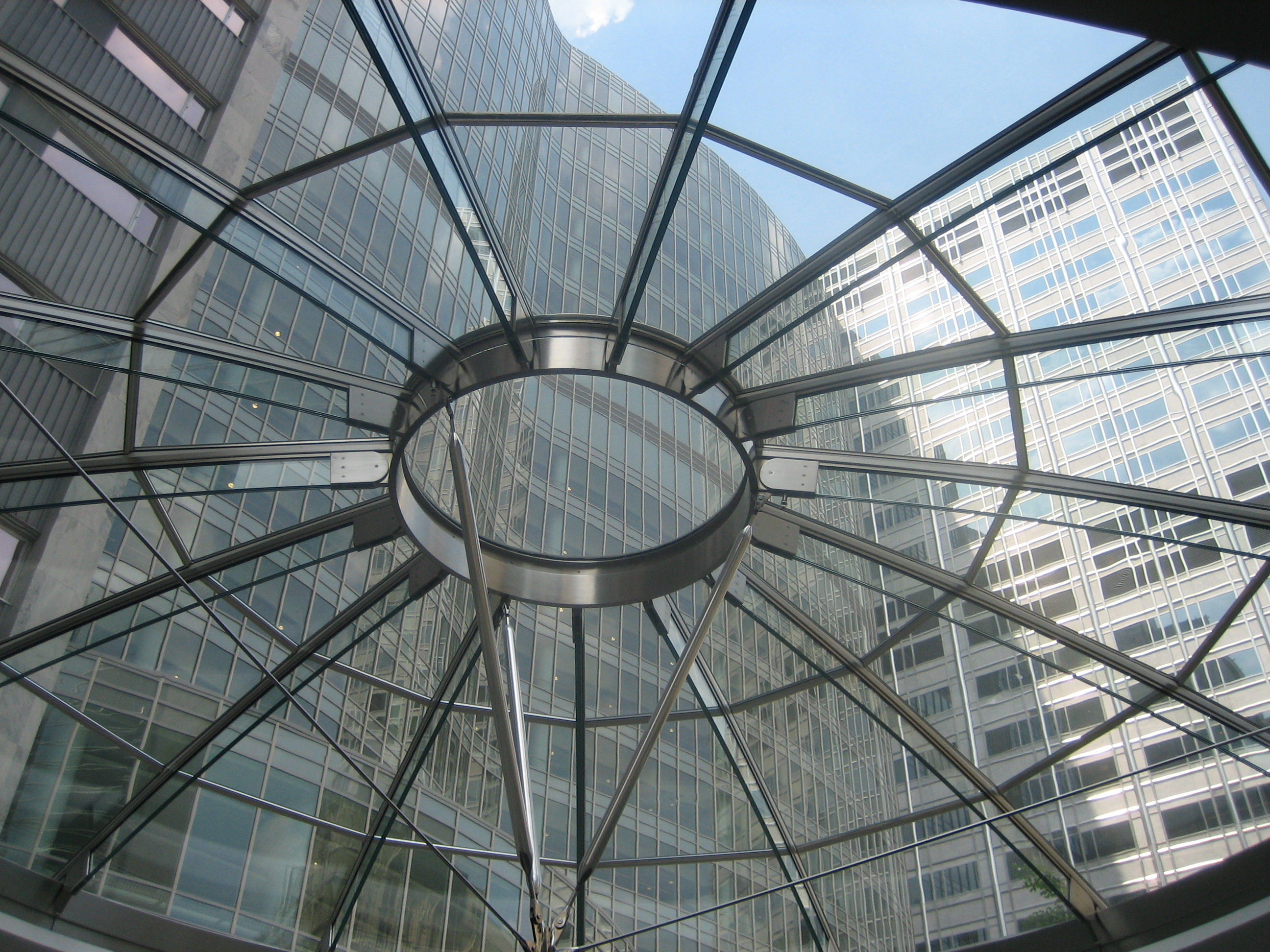
Gonda-Gebäude.
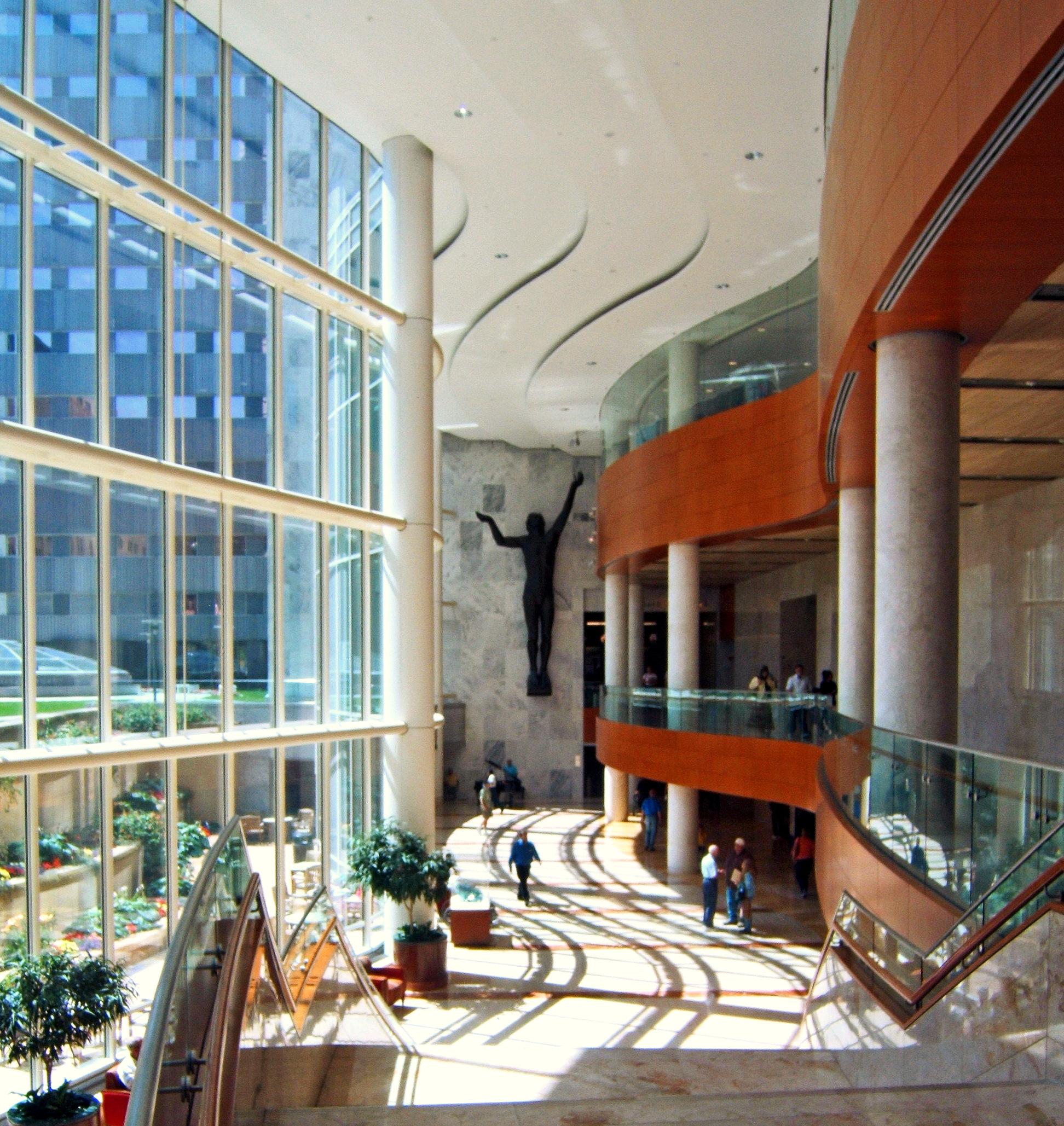
Im Gonda-Gebäude.
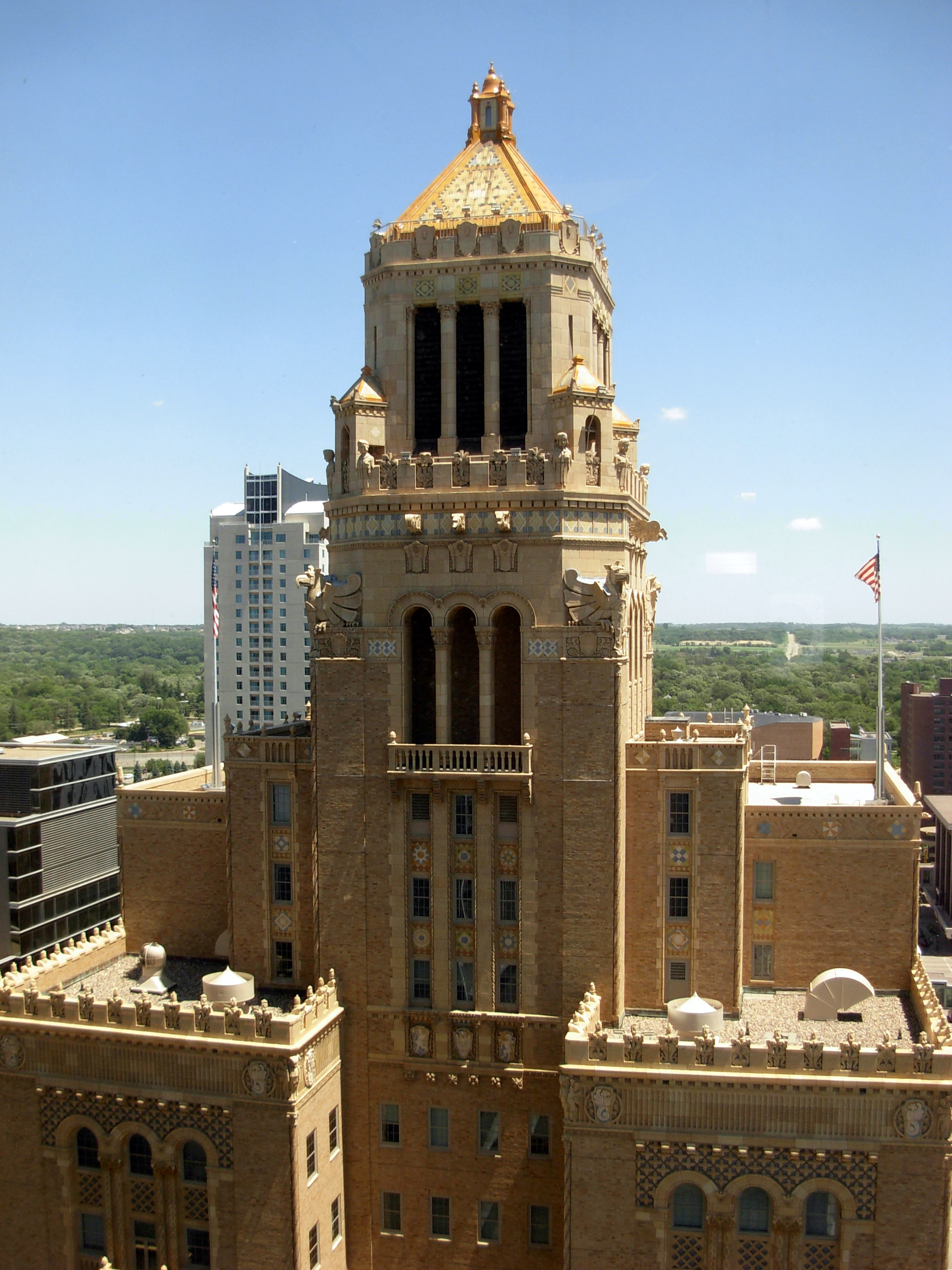
Das Plummer-Gebäude.
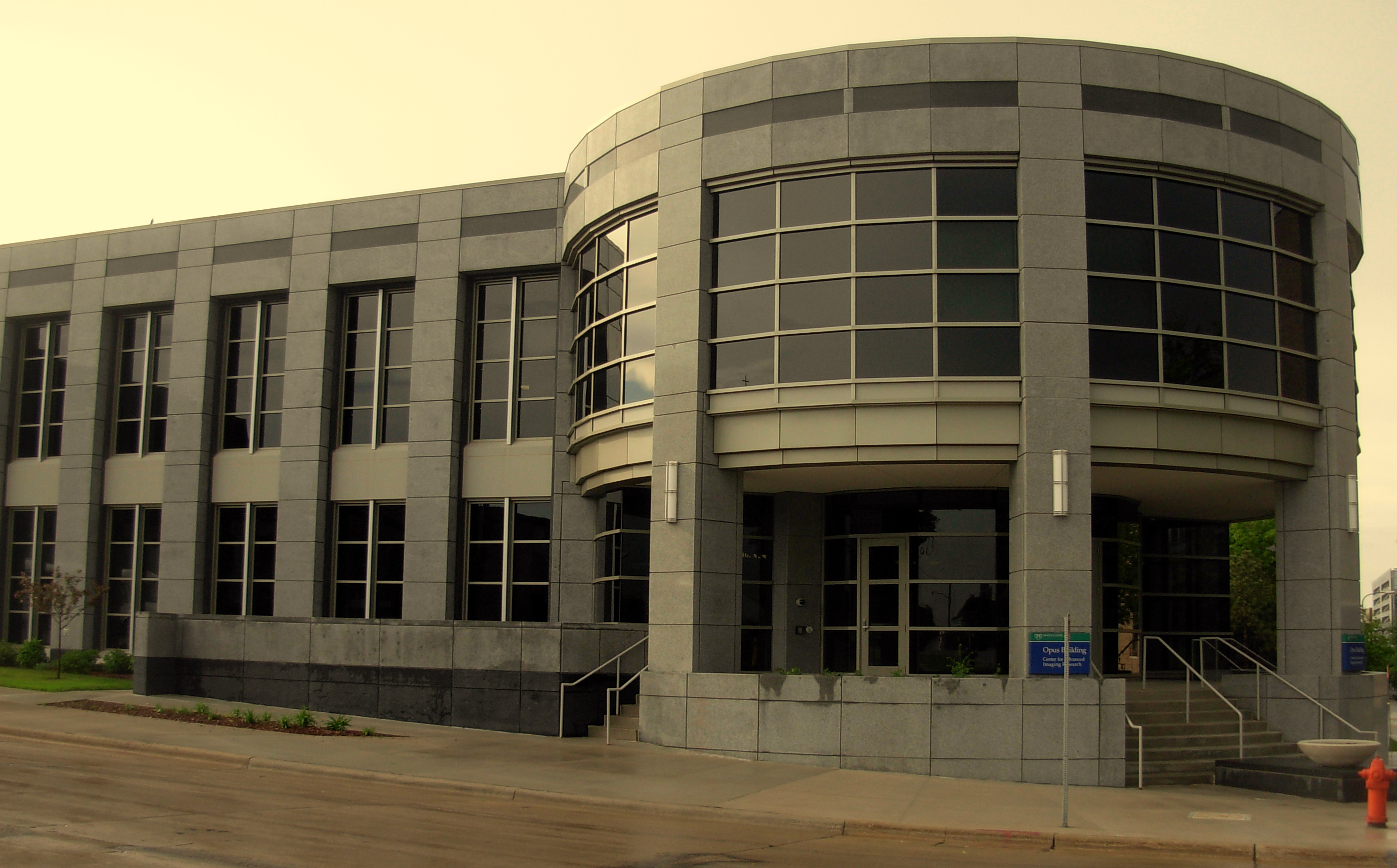
Opus Imaging Research-Gebäude.
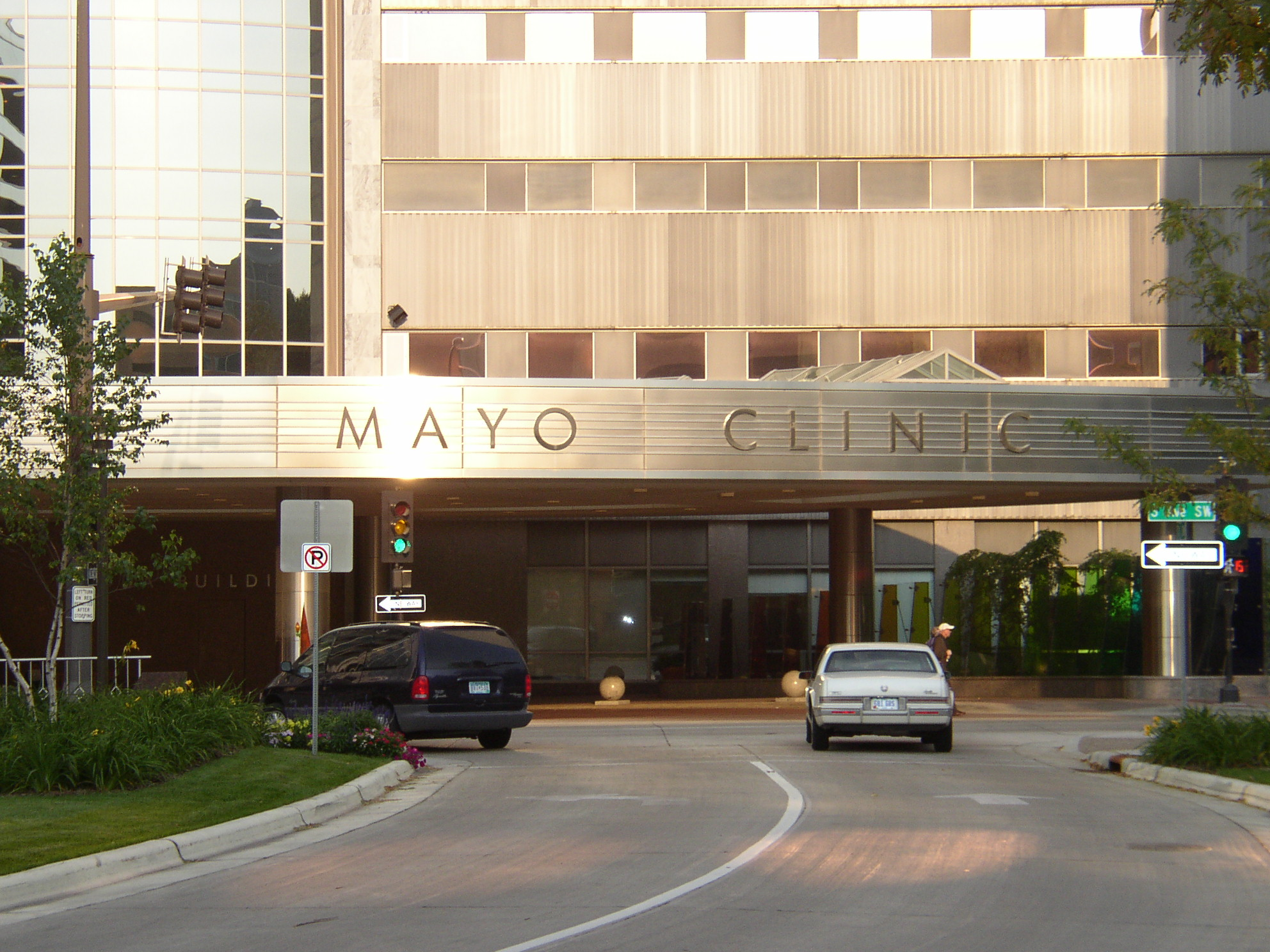
Eingang des Gonda-Gebäudes.